# Nußbaum (Bergisch Gladbach)

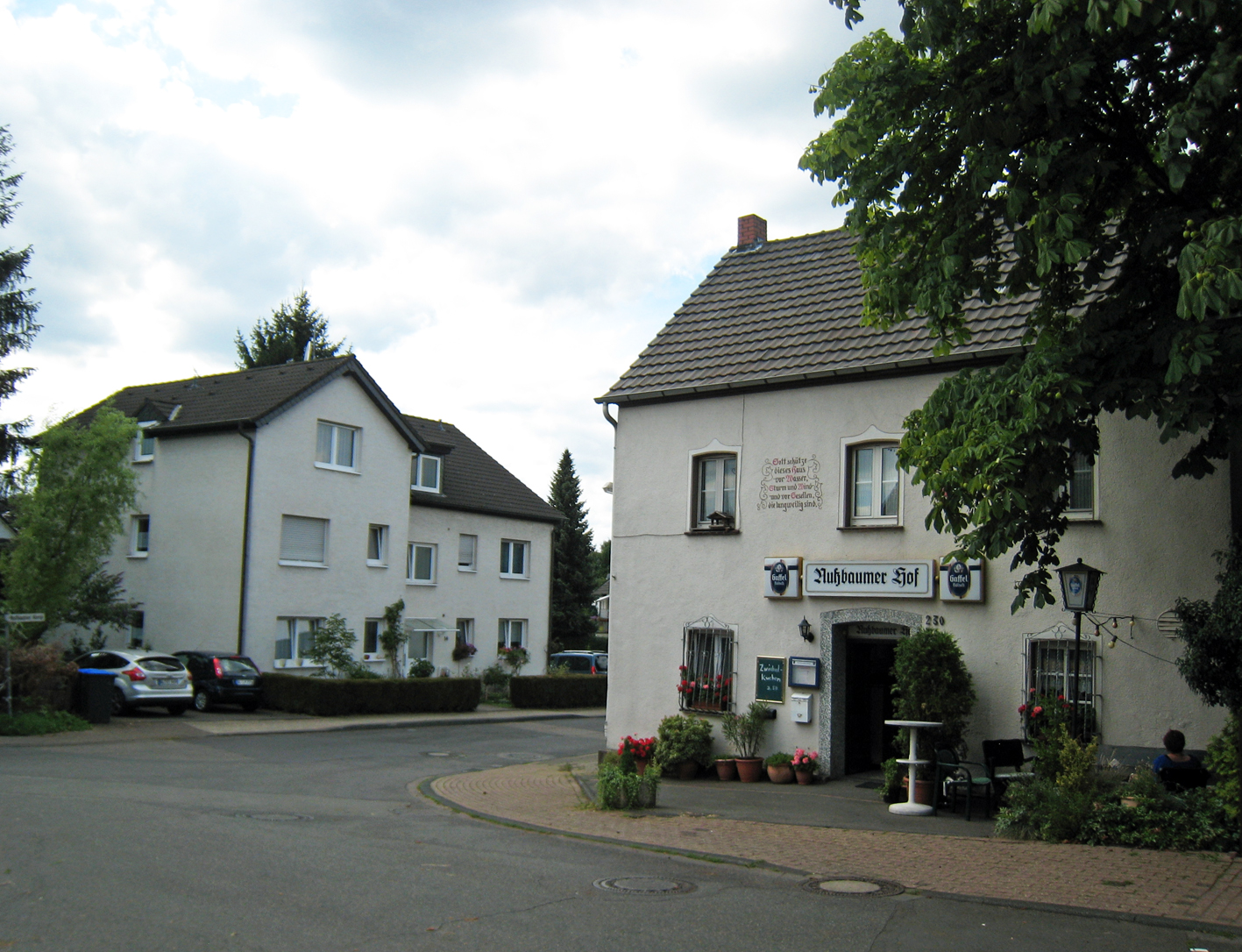
Der Nußbaumer Hof 2015

Nußbaum ist der Stadtteil Nr. 13 von Bergisch Gladbach und gehört zum Statistik-Bezirk 1 der Stadt.

## Geschichte
Nußbaum war eine spätmittelalterliche Hofgründung, die das Urkataster nördlich von Paffrath verzeichnet. Bis in das 18. Jahrhundert entwickelte sich Nußbaum zu einem Weiler, der um 1790 mit 17 Hofstellen die größte Siedlung in der Gemeinde Paffrath ausmachte. Der Name ist für 1448 erstmals in der Form „Nusboem“ belegt und wird ab 1586 in der heutigen Schreibweise benannt.

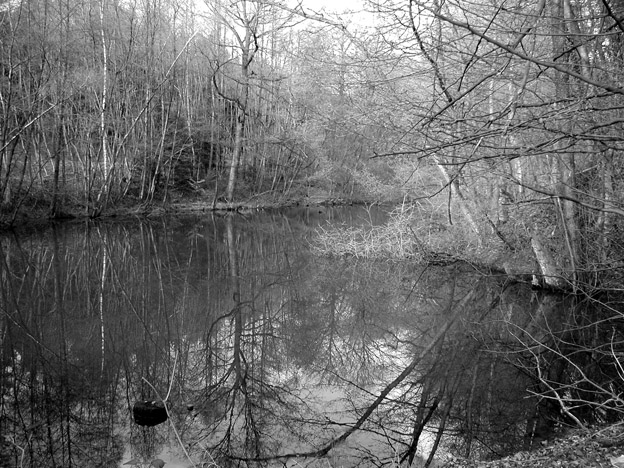
Der grüne Weiher,
Pinge der Grube Eduard & Amalie

## Bergbau
In der Umgebung von Nußbaum wurden Relikte von mittelalterlichem Bergbau und entsprechende Spuren von Eisengewinnung gefunden. Im 19. und beginnenden 20. Jahrhundert gab es hier mehrere Bergwerksbetriebe, die auf Eisen verliehen waren. Das bedeutendste Bergwerk war die Grube Eduard & Amalia. Heute befindet sich an dieser Stelle der so genannte „grüne Weiher“.

## Bevölkerung
Nach der EDV-Einwohnerdatei verfügte Nußbaum am 30. Juni 2017 als einer der kleinsten Stadtteile über insgesamt 1.117 Einwohner. Die Altersgruppe über 65 Jahre war mit 217 Einwohnern stärker als die Altersgruppe unter 18 Jahre mit nur 192 Einwohnern.

## Vereine und Einrichtungen
- Meisterchor Quartettverein Heimatklänge Nußbaum[3]
- Montessori-Kita Rosenhof[4]